# Calycomyza polygonicola
Calycomyza polygonicola este o specie de muște din genul Calycomyza, familia Agromyzidae, descrisă de Mitsuhiro Sasakawa în anul 1998. Conform Catalogue of Life specia Calycomyza polygonicola nu are subspecii cunoscute.